# محمد الغافري
محمد مبارك حمود الغافري هو لاعب كرة قدم عماني، من مواليد 17 مايو 1997، يلعب في صفوف المنتخب العماني.

## روابط خارجية
- محمد الغافري على موقع قاعدة بيانات كرة القدم.إي يو (الإنجليزية)
- محمد الغافري على موقع ناشيونال فوتبول تيمز (الإنجليزية)
- محمد الغافري على موقع Soccerway.com (الإنجليزية)